# 油赤子

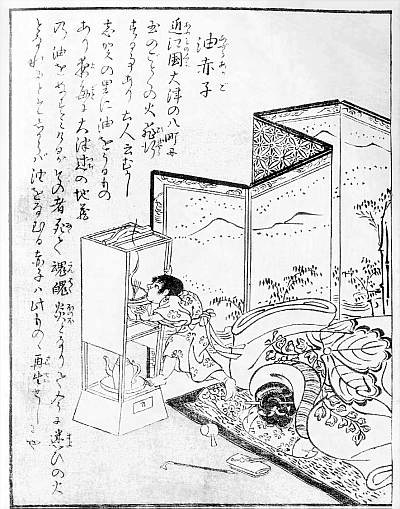
鳥山石燕 『今昔画図続百鬼』より「油赤子」

油赤子（あぶらあかご）は、江戸時代中期の浮世絵師・鳥山石燕による妖怪画集『今昔画図続百鬼』にある日本の妖怪。赤ん坊の姿で行燈の油を舐め取る。

## 概要
『今昔画図続百鬼』の解説文には、次のようにある（画像参照）。
「むかし志賀の里に」以降は、江戸時代の書物『諸国里人談』『本朝故事因縁集』にある怪火「油盗みの火」を引用したものである。それらの書物によれば、近江国（現・滋賀県）大津で、油売りが夜ごとに地蔵の油を盗んで売っており、その者が死後に迷って怪火となったとの俗信が記述されている。比叡山にも「油坊」という怪火が現れたといい、『諸国里人談』ではこの油盗みの火は油坊と同じものとされている。石燕の油赤子は、この『諸国里人談』などにある油盗みの火をもとにした創作物と推察されている。
近年の妖怪関連の書籍では、この妖怪は、火の玉の姿で飛来して家の中へ入り込み、赤ん坊の姿となって行灯の油を舐め取ると、再び火の玉の姿に戻って飛び去っていくものと解釈されている。かつての田舎の行灯には魚油、それも精製されていない物が用いられていたため、ネコがこの油を好んだ姿が油赤子に見えなくもないとの説もある。
この油赤子の解釈に似たもので、小説家・山田野理夫による怪談集『東北怪談の旅』では秋田県の怪談として「油嘗赤子（あぶらなめあかご）」と題し、秋田の庄屋の家に赤子連れの女が泊まり、その赤子が行灯の油を1滴残らず嘗めてしまったという話がある。『東北怪談の旅』は石燕の創作妖怪など民間伝承にない妖怪が多く登場していることが専門家から指摘されており、この「油嘗め赤子」も石燕の油赤子をもとに創作したものとする説がある。また、井原西鶴による江戸前期の浮世草子『本朝二十不孝』にも灯火油を飲む子供が登場するが、同様に創作物と指摘されている。
これらのほかにも、油なせや姥ヶ火など、油への執心にまつわる伝承をともなう妖怪譚は多い。こうした背景には、日本では油はもともと食用や照明などに重宝されており、特に中世以降は油の精製技術が向上したことから油は生活必需品となったという事情があり、油を粗末に扱うことへの戒めからこうした妖怪が生まれたとの説も唱えられている。